# Jessikka Aro

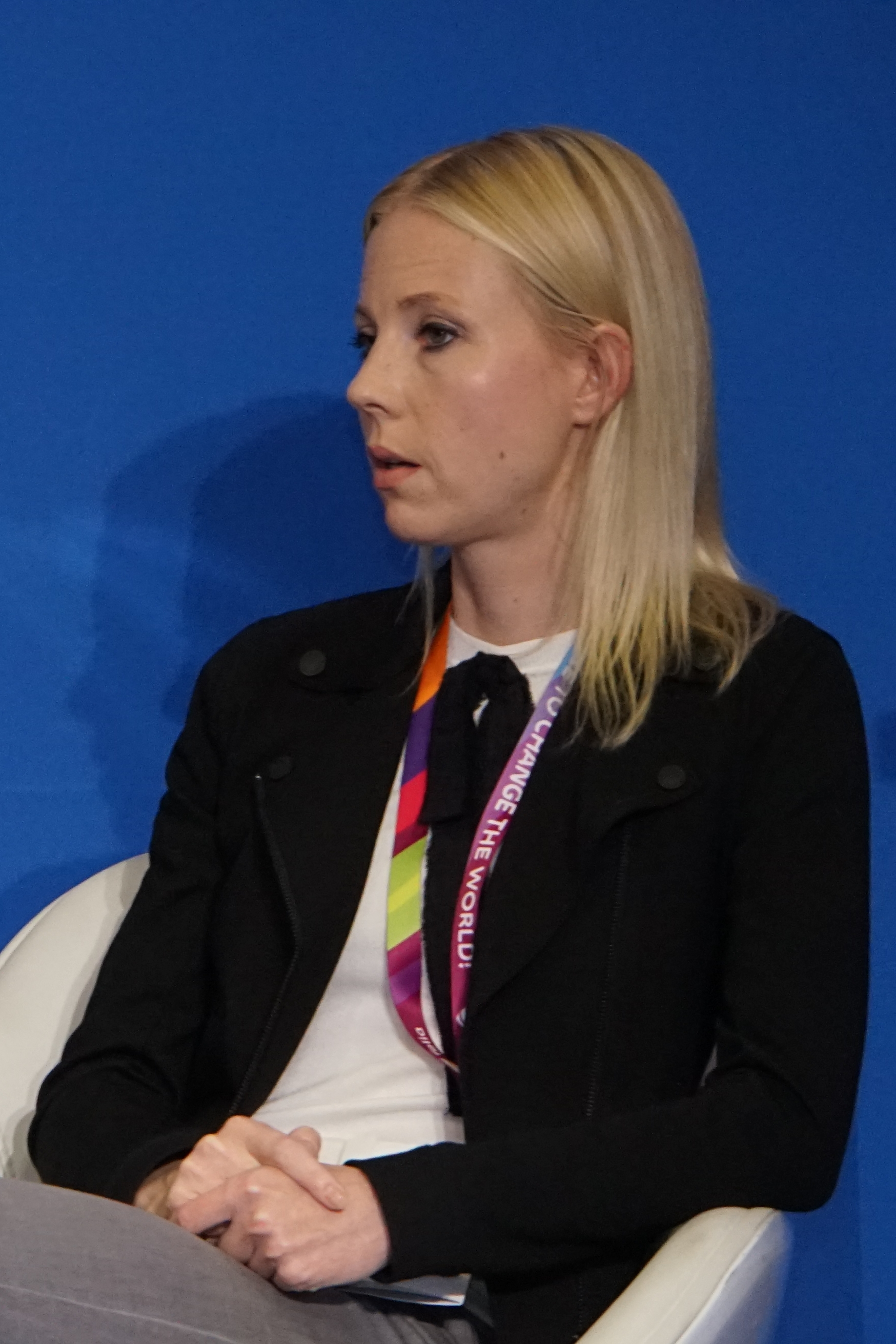
Jessikka Aro 2017

Jessikka Aro (* 1980) ist eine finnische investigative Journalistin, die für den öffentlich-rechtlichen Sender Yleisradio arbeitet. Sie schreibt schwerpunktmäßig über Desinformation in Social Media. Für ihre Recherchen wurde sie im März 2016 mit dem Bonnier-Preis für Journalismus ausgezeichnet.

## Wirken
Im Jahr 2014 wurde Aro auf pro-russische Trolle in Finnland aufmerksam. Aro recherchierte wie russische Propaganda verbreitet wird, welchen Einfluss sie auf die öffentliche Meinung hat und sich auf Medienfreiheit in Finnland auswirkt. Dabei sprach sie unter anderem mit ehemaligen Angestellten der Troll-Armee in Sankt Petersburg, die dafür bezahlt wurden, russlandkritische Artikel und Äußerungen im Internet mit Hasskommentaren zu versehen und unwahre Geschichten zu verbreiten. Den systematischen Einsatz von Trollen und Bots zur Unterdrückung von Kritik an autoritären Staaten sieht Aro als Teil einer hybriden Kriegsführung.
Wegen ihrer Recherchen rückte Aro selbst in den Fokus der Trolle. Sie wurde online und offline belästigt. Ihre Krankenakte wurde veröffentlicht, private Urlaubsfotos wurden gehackt, gefälschte Bilder von Aro wurden verbreitet, sie wurde beleidigt und erhielt Morddrohungen per SMS und Telefon. Die Kampagne gegen Aro ging maßgeblich vom Aktivisten Johan Bäckman und der finnischsprachigen, aus Spanien betriebenen Webseite MV-Lehti und deren Gründer und Betreiber Ilja Janitskin aus. Die Seite MV-Lehti, die mit ausländer- und europafeindlichen Inhalten und Falschmeldungen aufgefallen war, diffamierte Aro als „NATO-Agentin“ und „Drogenhändlerin“. Bäckman beschuldigte Aro unter anderem, eine illegale Datenbank von Putin-Unterstützern in Finnland zusammenzustellen. 2016 nahm die Polizei Ermittlungen gegen Bäckman und Janitskin auf. Am 18. Oktober 2018 wurde Bäckman wegen Verleumdung und Stalking schuldig gesprochen und erhielt ein Jahr Freiheitsstrafe auf Bewährung. Janitskin, der bereits mehrfach vorbestraft war, wurde zu 22 Monaten Gefängnis verurteilt und muss 136.000 Euro Entschädigung an Aro zahlen. Eine weitere Mitarbeiterin von MV-Lehti bekam drei Monate auf Bewährung.
Mit einer Crowdfunding-Kampagne sammelte Aro über 26.000 Euro für eine neue Untersuchung, die im Februar 2019 als Buch erschien. Die deutschsprachige Übersetzung wurde 2022 veröffentlicht.

## Werke
- Putins Armee der Trolle. Der Informationskrieg des Kreml gegen die demokratische Welt. Goldmann, München 2022, ISBN 978-3-442-31694-6 (finnisch: Putinin trollit: tositarinoita Venäjän infosodan rintamilta. 2019. Übersetzt von Katharina Diestelmeier, Enrico Heinemann, Bernhard Schmid).